# ارگانیک
معانی تعریف شده برای کلمه ارگانیک بر اساس کاربرد آن به عنوان صفت یا اسم بیان می‌شود و برای هر یک، مثال ارائه می‌شود.

## ریشه کلمه ارگانیک و تاریخچه آن

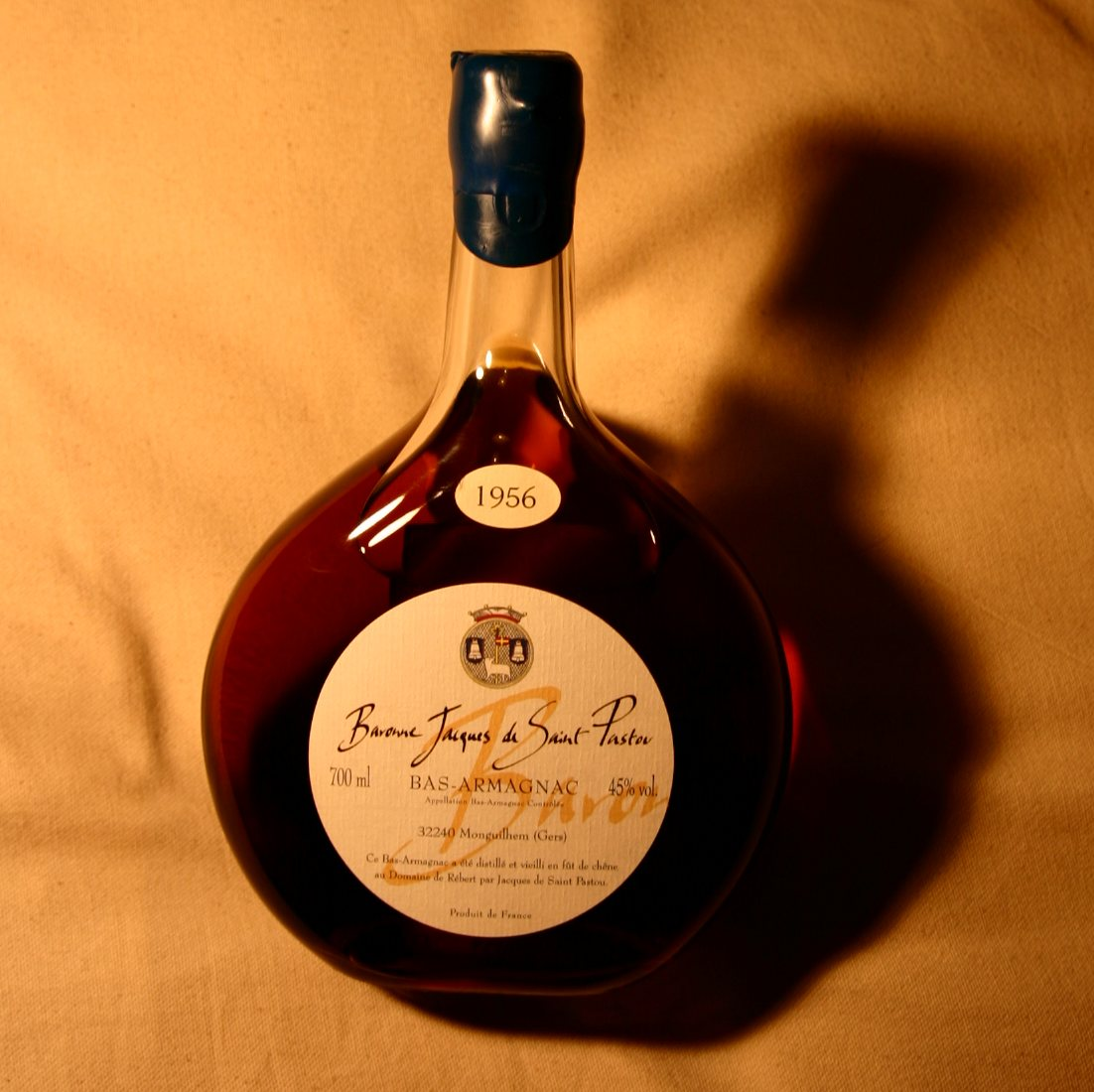
بطری آرمنیاک

ریشه این کلمه به زبان انگلیسی میانه بازمی‌گردد. کلمه یونانی (به لاتین: organikos) در دهه ۱۵۱۰ میلادی به معنای عضو یا ابزار بکاررفته است. معنای آن به عنوان "موجوات زنده ارگانیزه" نخستین بار در سال ۱۷۷۸ میلادی ثبت شده است. معنای آن به عنوان "بدور از کود و آفت کش شیمیایی در سال ۱۸۳۱ میلادی به ثبت رسیده است.

## ارگانیک به عنوان صفت
- مربوط به یا مشتق از مادهٔ زنده

ماده ارگانیک در خاک توسط کرم‌های خاکی شکسته می‌شود.
خاکی که به لحاظ ماده ارگانیک قوی باشد، مواد مغذی بیشتری تولید می‌کند.
- محصولات ارگانیک

محصول ارگانیک به محصولی گفته می‌شود که اولاً منشأ آن کاملاً طبیعی باشد. ثانیاً در فرایند تولید آن از هیچ گونه ماده شیمیایی یا فرآیندی که باعث تغییر در ماهیت طبیعی مواد تشکیل دهنده می‌شود، استفاده نشده باشد. به عنوان مثال یک کرم مرطوب‌کننده صد در صد ارگانیک، محصولی است که اولاً تمام مواد تشکیل دهنده آن طبیعی باشند، ثانیاً در مراحل تولید محصول از کشت مواد اولیه تا بسته‌بندی نهایی، هیچ نوع ماده شیمیایی به آن اضافه نشده باشد. از جمله کودها و آفت کش‌های شیمیایی، نگهدارنده‌های شیمیایی و غیره.
- شیمی

مربوط یااشاره به ترکیب‌های شیمیایی کربن دار که نهایتاً منشأ زیستی دارند که در شیمی آلی بررسی می‌شود.
شیمی آلی در مقابل شیمی معدنی است که شامل مشتقات ماده زنده نمی‌شود.
کربوهیدرات‌ها از فراوان‌ترین انواع مواد ارگانیک هستند.
- کشاورزی

میوه‌ها، سبزیجات و سایر محصولات کشاورزی، در صورتی ارگانیک محسوب می‌شوند که از سه سال قبل، برای برداشت محصولات در آن زمین، از هیچ‌گونه کود، آفت‌کش شیمیایی یا مواد محرکه رشد گیاه استفاده نشده باشد. به دلیل سخت بودن استانداردهای ارگانیک در ایران و جهان، محصولات کمی هستند که واقعا ارگانیک باشند.
- دامپروری

محصولات دامی و لبنی، در صورتی ارگانیک هستند که حیواناتی که این محصولات از آن‌ها به دست می‌آید، زندگی و رفتار طبیعی خود را داشته، بتوانند آزادانه حرکت کنند و محل زندگی آن‌ها کوچک و محدود نباشد، برای رشد این حیوانات، نباید هیچ آنتی‌بیوتیک یا هورمونی به آن‌ها تزریق شده باشد و هم‌چنین باید از علوفه‌ای تغذیه کنند که کاملا ارگانیک باشد.
- زیست‌شناسی

مربوط به بدن زنده یا عضوهای آن
معمولاً همیشه برای بیمارهای دارای سوزش معده، یک توضیح ارگانیک وجود دارد.
- دارو

داروی (یک بیماری) که بر ساختار یک عضو بدن تأثیرگذار است.
احساس خستگی می‌تواند گذرا باشد یا مربوط به بیماری ارگانیک قابل تعریفی باشد.
- اشاره به ویژگی‌های روابط میان عناصر یک تمامیت و کلیت

وحدت ارگانیک اجزای یک اثر هنری
بقاء انسان وابسته به کارکرد اجزای یک تمامیت ارگانیک است.
رشد ارگانیک پروژه‌های اجتماعی
توسعه یک روند ارگانیک است.

## فرواند تولیدی
آرمانیاک به‌طور سنتی یک بار تقطیر می‌شود که در نهایت به محتوای الکلی بین ۵۲٪ تا ۶۰٪ می‌گردد. نتیجه، عطر معطرتر و خوش‌مذه تر از کنیاک است که در تولیدش، دو تقطیر می‌شود. سالگذارزی طولانی در بشکه‌های بلوط، طعم را ملایم‌تر کرده و باعث ایجاد طعم‌های پیچیده‌تر و رنگ قهوه‌ای می‌شود. سالگذارزی در بشکه بخشی از الکل و آب را از طریق تبخیر حذف می‌کند و اجازه می‌دهد ترکیبات معطر پیچیده‌تری از طریق اکسیداسیون ظاهر شوند، که طعم را بیشتر تغییر می‌دهد. چون کهالکل سریع‌تر از آب تبخیر می‌شود، درجه الکل به‌طور طبیعی به‌طور متوسط ۰٫۴٪ در سال کاهش می‌یابد که به ویژگی‌های انبارها (دمای متوسط و رطوبت) بستگی دارد. وقتی آرمانیاک به عنوان رسیده در نظر گرفته می‌شود، به بطری‌های بزرگ شیشه‌ای (به نام "دام ژان") برای نگهداری منتقل می‌شود. تفاوت اصلی بین آرمانیاک و سایر مشروبات الکلی این است که به دلیل محتوای الکلی نسبتاً پایین آن، معمولاً با آب رقیق نمی‌شود.

## ارگانیک به عنوان اسم
- مواد غذایی که در کشاورزی ارگانیک تولید شده است.
- ماده شیمیایی آلی
- انجمن ارگانیک ایران
- جنبش ارگانیک آی.فو.آم.

## طریقه شناسایی محصولات ارگانیک
امروزه در بازار، تولیدکنندگان بسیاری ادعا می‌کنند که محصولات آن‌ها ارگانیک است؛ اما چگونه می‌توان فهمید که ادعای آن‌ها حقیقت دارد یا خیر؟
این کار چندان سخت نیست. تنها محصولاتی ارگانیک هستند که دارای گواهی ارگانیک باشند. این گواهی زمانی به یک محصول اختصاص می‌یابد که ارگانیک بودن آن توسط نهادهای معتبر هر کشور تأیید شود. این نهادها بعد از کنترل ارگانیک بودن محصولات بر اساس استانداردها، به آن گواهی ارگانیک می‌دهند. بازرسی محصولات ارگانیک، به‌طور مداوم و هر چند وقت یک‌بار صورت می‌گیرد و چنانچه در هر مرحله مشخص شود که تولیدکنندگان یا کشاورزان، برخلاف استانداردها عمل می‌کنند، برچسب ارگانیک به محصولات آن‌ها داده نمی‌شود.
البته باید بدانید که همیشه بودن برچسب ارگانیک روی یک محصول، به معنای واقعا ارگانیک بودن آن نیست و ممکن است که فروشنده، از برچسب ارگانیک تقلبی روی محصولات خود استفاده کرده باشد که این کار پیگرد قانونی دارد. اگر قصد خرید محصولات ارگانیک دارید باید از مکان‌هایی خرید کنید، که مطمئن باشید ارگانیک بودن محصولات، توسط نهادهای نظارتی کنترل می‌شود.

## فواید مصرف مواد غذایی ارگانیک
برای تولید محصول ارگانیک از مواد غیرطبیعی استفاده نمی‌شود. همچنین اصلاح ژنتیکی که در هنگام پرورش این محصولات استفاده نمی‌شود، باعث می‌شود که این میوه‌ها در سایز طبیعی، رنگ و طعم بهتری ارائه شوند. گیاهان مثل انسان‌ها زنده هستند و به همین دلیل امکان بیمار شدن آنها نیز وجود دارد.
برخی از کشاورزان برای سالم نگه داشتن محصولات خود در مقابل انواع بیماری‌ها از آنتی‌بیتویک‌هایی استفاده می‌کنند که به نهایت در بافت اصلی گیاه نیز وارد می‌شوند.
همین مسئله می‌تواند خطری برای سلامتی بدن انسان باشد. شیوه‌های کشاورزی آلی باعث کاهش آلودگی، حفظ آب، کاهش فرسایش خاک، افزایش باروری خاک، و استفاده از انرژی کمتر می‌شود.
کشاورزی بدون آفت‌کش‌ها نیز برای پرندگان و حیوانات و همچنین افرادی که در نزدیکی مزارع زندگی می‌کنند بهتر است.
حیوانات که به وسیلهٔ مواد ارگانیک تغذیه می‌شوند، آنتی‌بیوتیک‌ها، هورمون‌های رشدی یا خوراکی‌های جانبی به آنها داده نمی‌شود.
مواد خوراکی جانبی خطر ابتلا به بیماری جنون گاوی را افزایش می‌دهد و استفاده از آنتی‌بیوتیک می‌تواند گونه‌های باکتری مقاوم در برابر آنتی‌بیوتیک را ایجاد کند. گوشت و شیر ارگانیک در بعضی از مواد مغذی خاص غنی هستند.